# 三浦康暉
三浦 康暉（みうら こうき、1991年10月25日 - ）は、元日本海テレビのアナウンサー。福岡県出身。

## 来歴・人物
筑陽学園高等学校、鹿屋体育大学卒業。
東京での社会人生活を経て、2017年10月日本海テレビジョン放送に入社。
特技はサッカーで、社会人サッカークラブ「バンメル鳥取」の選手（ポジションはミッドフィールダー。）でもある。
2024年9月14日の『スパイス!!』で、同年9月30日をもって退社することを発表した。

## 現在の担当番組
なし

## 過去の担当番組
- スパイス!!（ - 2024年9月14日）
- ニュースevery日本海（ - 2024年6月） - フィールドキャスター、桜中継（2023年3月31日（鹿野城跡公園））[6][7][8]
- One
  - 「Oneスポ」（月曜）
- 海と日本プロジェクト SEA TOTTORI - 推進リーダー（2020年 - 2021年1月23日）
- おびわんっ!（2023年4月 - 2024年3月） - 水曜 - 金曜アシスタント→水曜アシスタント、福谷貞夫（月曜・火曜アシスタント）の代理（2024年3月4日）[注 1]
- ZIP!
  - 「星星のNOWニッポン」（2021年8月25日）[9][10]
  - 「NOW!ニッポン」（2023年9月11日）[11][12]
- Jリーグ中継・ガイナーレ鳥取戦　実況・リポート
- 定時ニュース（下記番組のローカル枠。）
  - NNNストレイトニュース（ローカルニュース。土曜のみ直後の天気予報を兼務）[注 2]
  - news every.サタデー（ローカルニュース・天気予報）[注 3]
  - 真相報道 バンキシャ!（ローカルニュース）[注 4]
  - おびわんっ!（ローカルニュース）